# Aeroporto Andrés Sabella
O Aeroporto Andrés Sabella (originalmente Aeroporto Cerro Moreno) é um Aeroporto público situado na cidade portuária de Antofagasta, Chile, cujo código IATA é ANF. O aeroporto possui terminal de passageiros e carga e é a base da 5ª Brigada de Aviação da Força Aérea do Chile. Ele está a 140 m de altitude, sua superfície é maioritariamente de asfalto e possui uma pista com 2,6 km de comprimento e 50 metros de largura.
É considerado um Aeroporto Internacional por ter serviços policiais, aduaneiros e de migração.

## História
Em 10 de setembro de 1945, a Direção Geral de Aeronáutica Civil apresentou um projeto para a construção de aeródromos transoceânico, transcontinental e interprovincial, que incluiu a modernização do aeroporto Cerro Moreno, assim como os aeródromos de Arica, Los Cerrilos, Temuco Puerto Montt, Puerto Aisén e Punta Arenas, aquando da aprovação de um orçamento de cerca de $30.000.000.
Em 18 de novembro de 1954, o Aeroporto foi inaugurado com um propósito misto, recebendo aviões comerciais e aviões militares. A nova pista, de 2.599 m de comprimento e 50 m de largura, tinha um custo de cerca de $120.000.000.
No dia 29 de outubro de 1999 foi assinado o Supremo Decreto n.º 3.308 para concessão do aeroporto à empresa Concessões Transportes Infraestruturas de Chile Ltda.
O aeroporto foi entregue em 14 de setembro de 2000 à filial de Cintra, por 10 anos, sob denominação de Aeroporto Cerro Moreno Sociedad Concesionaria S.A.
A inauguração definitiva se deve em 1º de maio de 2002, com a ampliação das instalações em 7000 m² (metros quadrados).
No dia 13 de setembro de 2010, foi criada uma concessão do aeroporto.
Em julho de 2012, por iniciativa do senador Carlos Cantero e por unanimidade do Congresso Nacional do Chile, o aeroporto passou a se chamar Aeroporto Andrés Sabella em homenagem ao poeta daquela cidade [es]. Os primeiros passos foram dados no final de 2011.